# 阿拉巴馬州第八國會選區
阿拉巴马州第八国会选区成立于1877年，现已被裁撤。
目前，阿拉巴马州在美国众议院有七个国会选区。
根据美国人口普查局的数据，在1880年的人口普查中，阿拉巴马州分配了八个国会选区。 在1893年至1913年中有9个选区，在1913年至1933年中有10个席位，这是阿拉巴马州历史上最多的国会选区。 1970年，由于人口增长放缓，阿拉巴马州失去了第八区，目前仅有七个选区。
直到第45届美国国会，第八区从全州普选产生，当时在该州西北部设立了第八个国会选区作为独立选区。 该选区现在由第五区占据，摩根县的一部分除外，它属于第四区。富兰克林县在1890年的人口普查之前属于第八区，现在也是第四区的一部分。
1973年，第92届美国国会结束时，该选区在重新分配中被取消。小罗伯特·E.琼斯是该地区的最后一位代表。

## 历史
在1970年美国人口普查之后，该区在1970年美国选区重划周期中被撤销。

## 选区代表名单

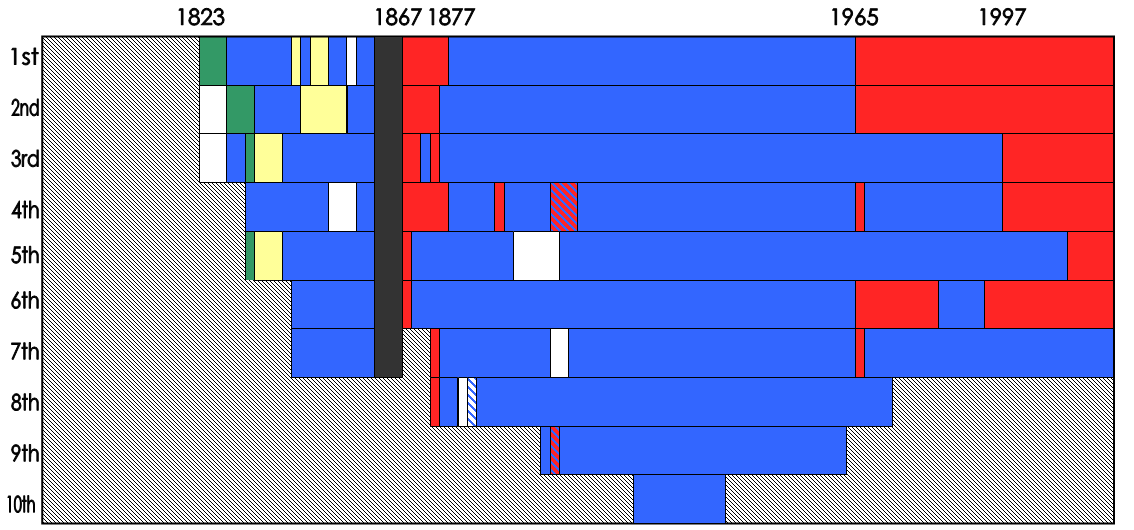
阿拉巴马州众议院代表团的历史（以图表形式表示）

| 代表                   | 党派   | 上任           | 离任           | 国会           | 选区内人口          |                    |
| ---------------------- | ------ | -------------- | -------------- | -------------- | ------------------- | ------------------ |
| 1879年3月3日设立第八区 |        |                |                |                |                     |                    |
| 威廉姆·W.贾士          | 民主党 | 1877年3月4日   | 1879年3月3日   | 第45届         | 1877-1883 130713人  |                    |
| 威廉姆·M.洛            | 绿背党 | 1879年3月4日   | 1881年8月3日   | 第46届         | 1877-1883 130713人  |                    |
| 约瑟夫·惠勒            | 民主党 | 1881年3月4日   | 1882年6月3日   | 第47届         | 1877-1883 130713人  |                    |
| 威廉姆·M.洛            | 绿背党 | 1882年6月3日   | 1882年10月12日 | 第47届         | 1877-1883 130713人  |                    |
| 空缺                   | 无     | 1882年10月12日 | 1883年1月15日  | 第47届         | 1877-1883 130713人  |                    |
| 约瑟夫·惠勒            | 民主党 | 1883年1月15日  | 1883年3月3日   | 第47届         | 1877-1883 130713人  |                    |
| 卢克·普赖尔            | 民主党 | 1883年3月4日   | 1885年3月3日   | 第48届         | 1883-1903 168502人  |                    |
| 约瑟夫·惠勒            | 民主党 | 1885年3月4日   | 1900年4月20日☥ | 第49届至第57届 | 1883-1903 168502人  |                    |
| 空缺                   | 无     | 1900年4月20日  | 1900年8月6日   | 第57届         | 1883-1903 168502人  |                    |
| 威廉·理查森            | 民主党 | 1900年8月6日   | 1914年3月31日☥ | 第57届至第63届 | 1903-1913 194491人  |                    |
| 空缺                   | 无     | 1914年3月11日  | 1914年5月11日  | 第63届         | 1913-1923: 218341人 |                    |
| 克里斯托弗·C.哈里斯    | 民主党 | 1914年5月11日  | 1915年3月3日‖  | 第63届         | 1913-1923: 218341人 |                    |
| 爱德华·B.阿尔蒙        | 民主党 | 1914年5月11日  | 1933年6月22日☥ | 第64届至第73届 | 1913-1923: 218341人 | 1923–1933:254529人 |
| 空缺                   | 无     | 1933年6月22日  | 1933年11月14日 | 第73届         | 1913-1923: 218341人 | 1923–1933:254529人 |
| 阿奇博尔德·H.卡迈克尔  | 民主党 | 1933年11月14日 | 1937年1月3日‖  | 第73届 第74届  | 1933-1943: 282241人 |                    |

注释：☥代表任内死亡。

‖代表此人延续任内死亡之人的任期。